# Oosterparkwijk
De Oosterparkwijk is een wijk in de Nederlandse stad Groningen. De wijk ligt rond het gelijknamige park. In dat park stond tot 2006 het Oosterparkstadion, voormalig thuishaven van voetbalclub FC Groningen.
Bekende (voormalige) inwoners van de Oosterparkwijk zijn onder andere Dick Nanninga, Joop Gall, Hugo Hovenkamp en Piet Fransen. De wijk maakt deel uit van het stadsdeel Oude Wijken.
De wijk bestaat uit de buurten Bloemenbuurt, Damsterbuurt, Florabuurt, Gorechtbuurt en Vogelbuurt. Hij wordt begrensd door het Oosterhamrikkanaal, de Petrus Campersingel, het Eemskanaal en het Van Starkenborgkanaal.

## Plan Oost

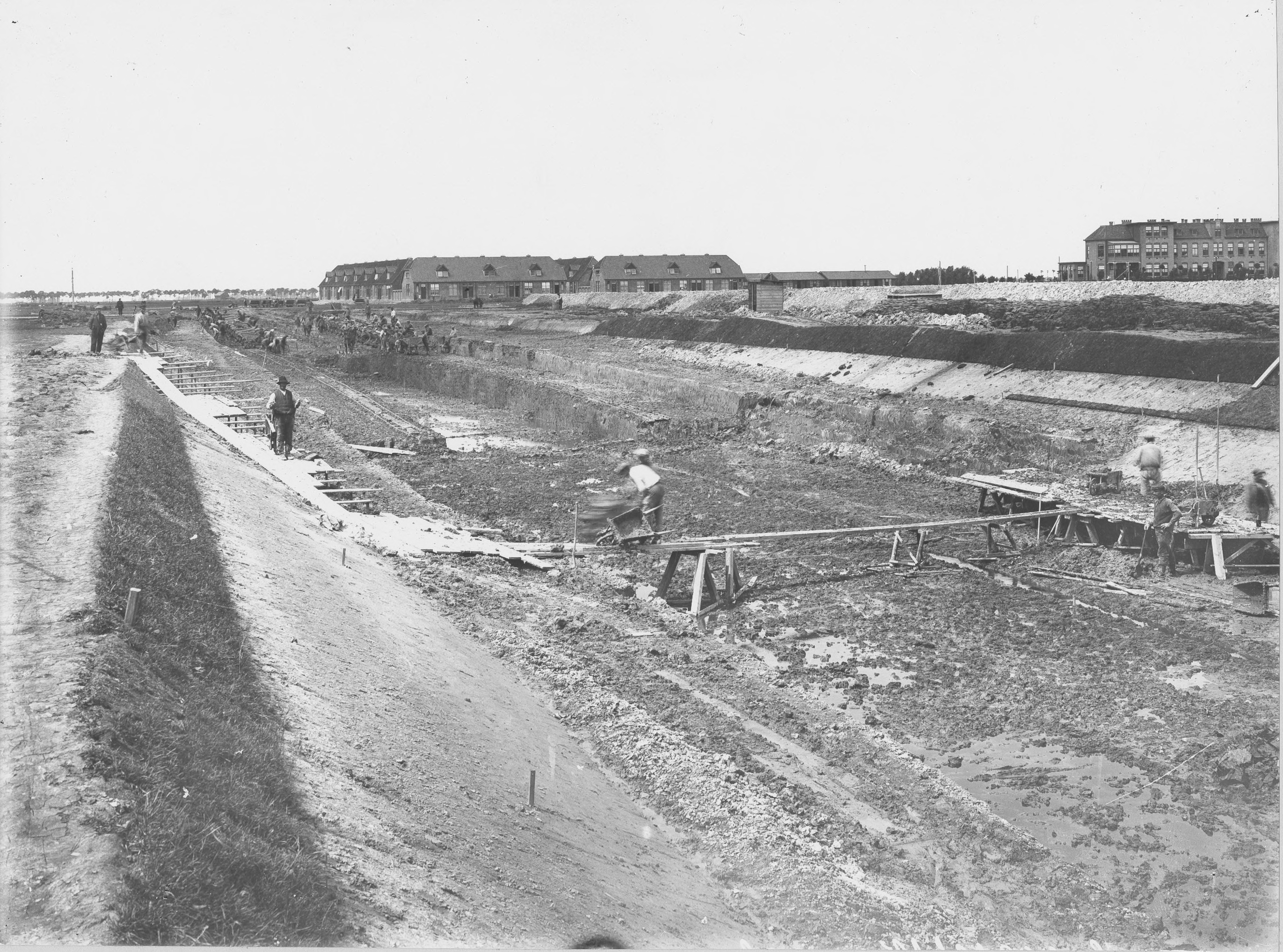
Aanleg Gorechtkanaal (1919) met de vroegste bebouwing van Plan Oost: Rode Dorp (1918) en Treslinghuis (1915). Bron: Beeldbank Groningen

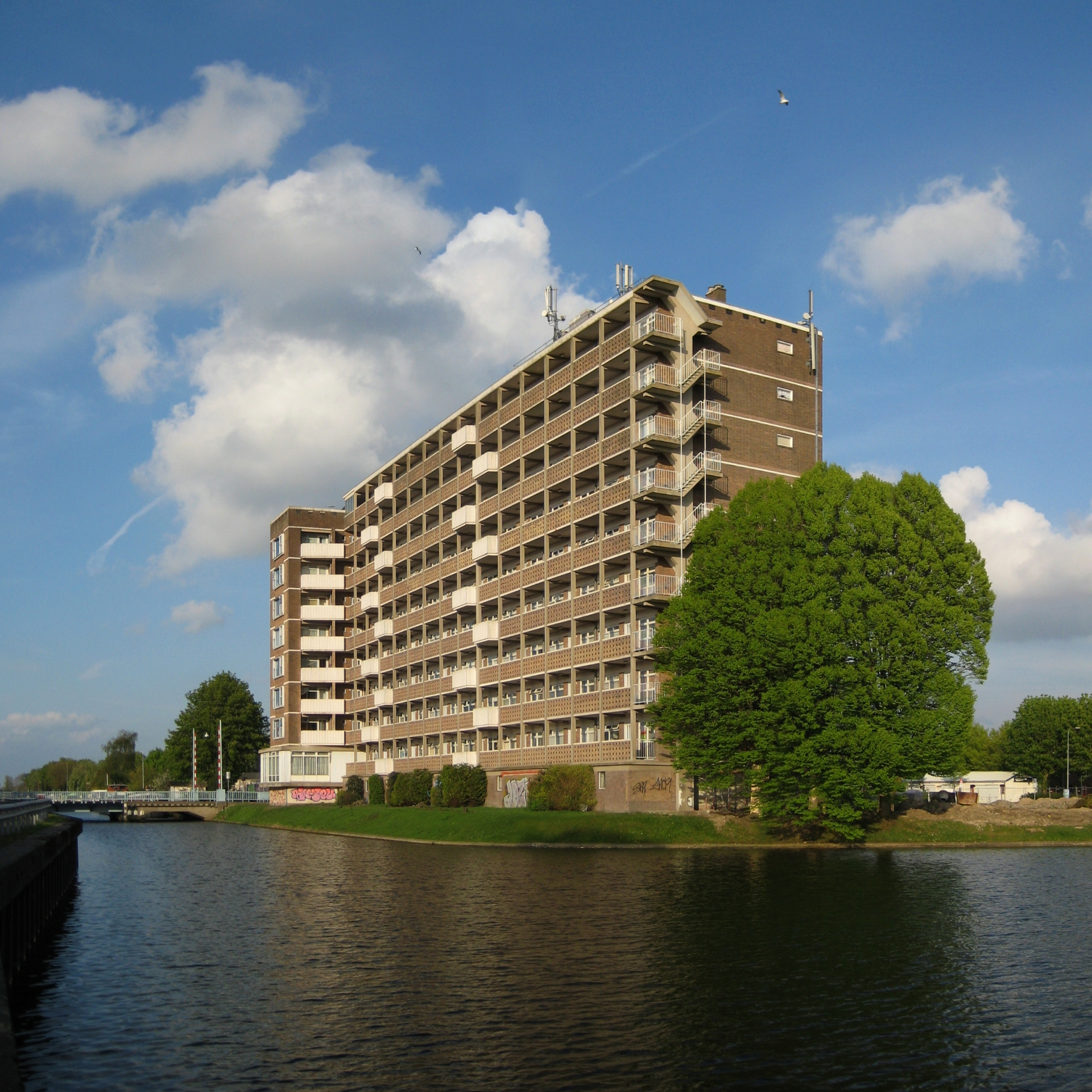
De Wielewaalflat (2010)

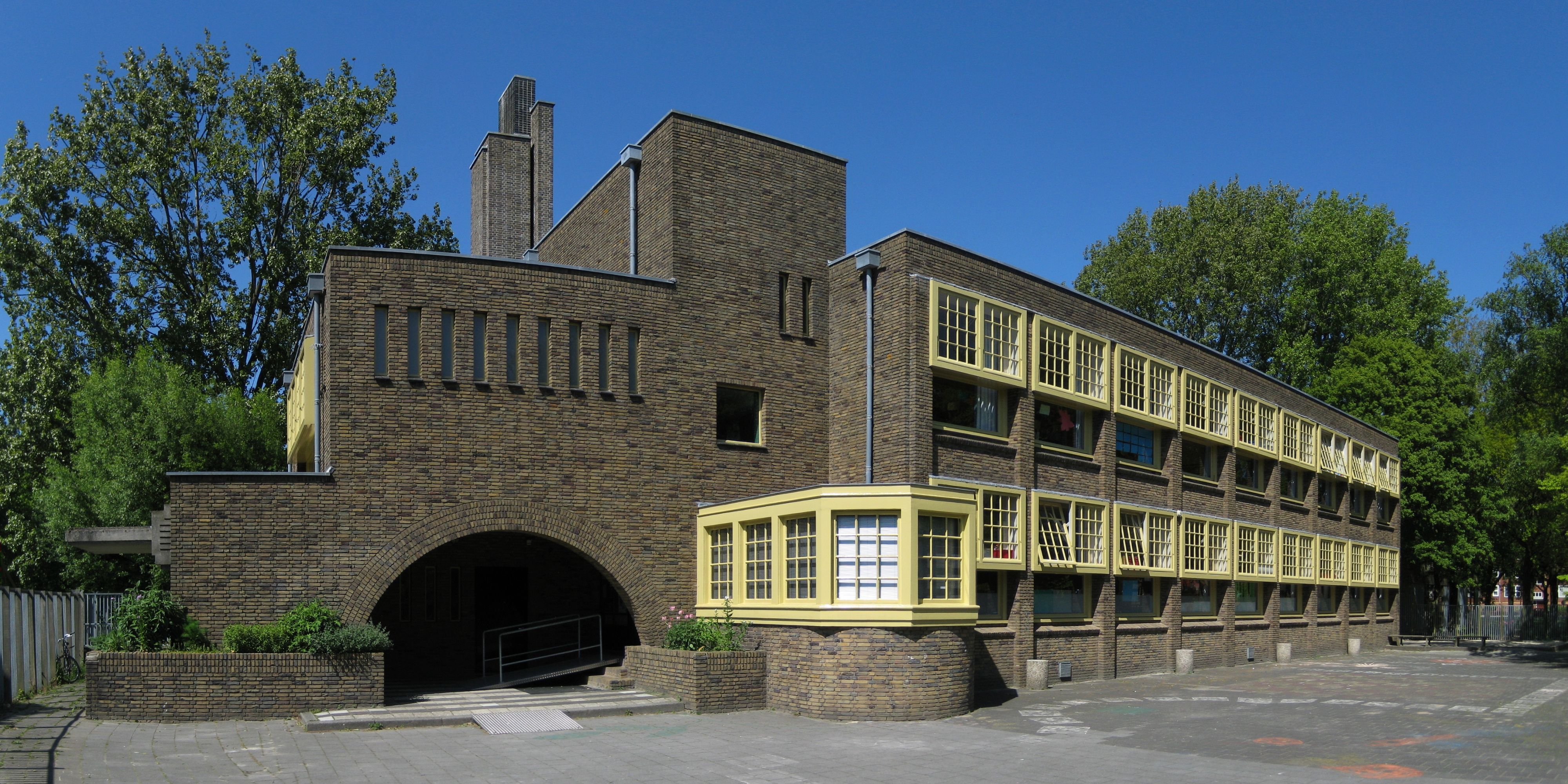
De Siebe Jan Boumaschool aan de Oliemuldersweg (2010)

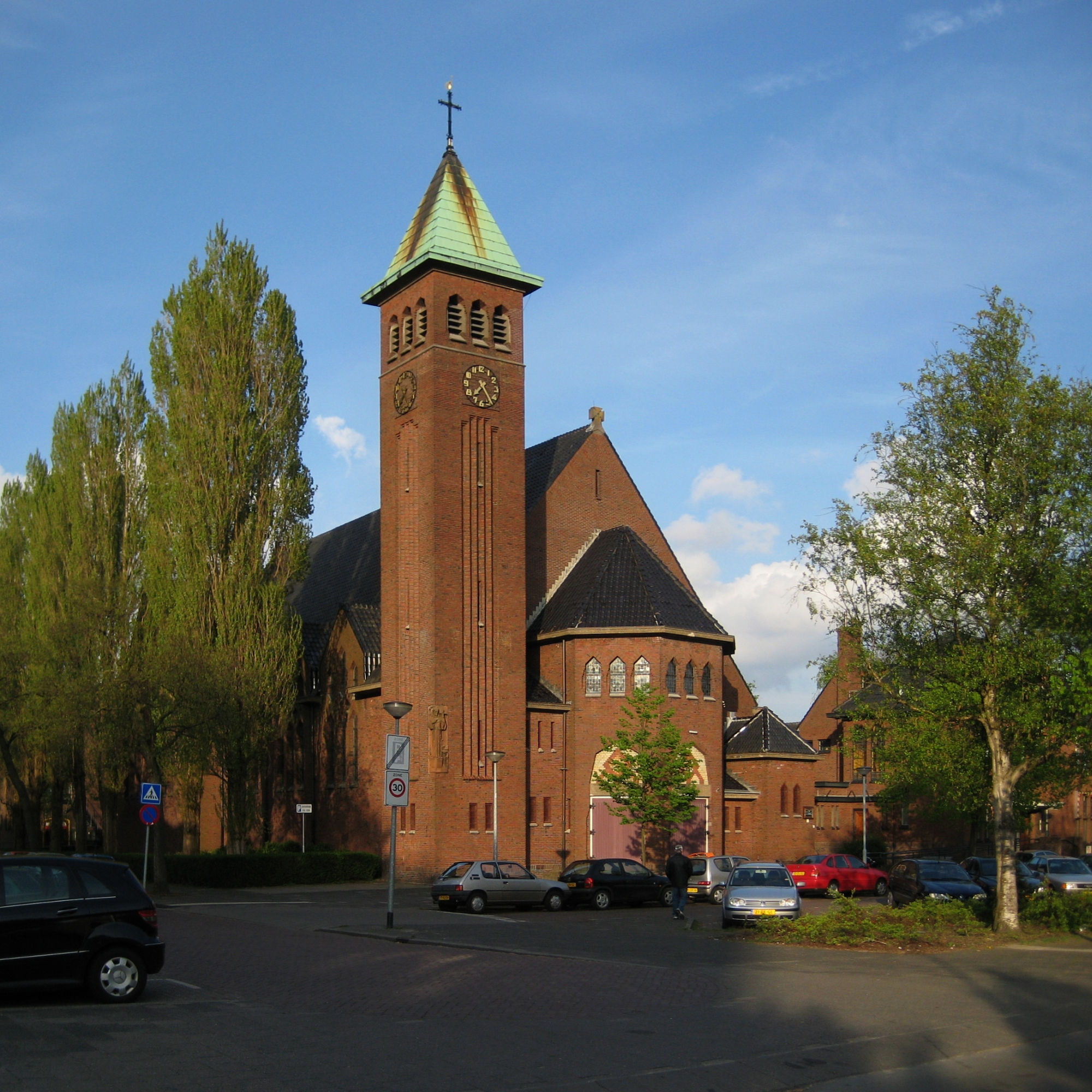
De Franciscuskerk (2010)

Het Oosterpark, dat oorspronkelijk bekendstond als 'Plan Oost', is een typisch product van de sociaaldemocratische idealen van voor de Tweede Wereldoorlog. Bij het ontwerp van de wijk werd getracht om een groot aantal woningen zodanig te bouwen dat er toch sprake bleef van kleinschaligheid. Dat idee is goed terug te vinden in het deel van de wijk dat bekendstaat als het Blauwe Dorp.

### Het Rode Dorp
Tot ver in het begin van de 20e eeuw waren er nog veel krotwoningen in de stad Groningen. Om de bewoners daarvan van betere woonruimte te voorzien kwam er een plan om twee woonbuurtjes te realiseren in Plan Oost. In 1918 werd het Rode Dorp gebouwd en een jaar later het Blauwe Dorp. Het Rode Dorp bestond uit 68 semi-permanente en 29 houten noodwoningen en lag aan het in 1919 gegraven Gorechtkanaal ten noorden van de latere Ripperdalaan. Vanwege verzakking van een deel van de woningen die waren gebouwd in een voormalig stroomdal van de Hunze werd eind jaren 1960 besloten het buurtje te slopen. Op de plek van het Rode Dorp werden in 1973 twee verzorgingsflats gebouwd die er anno 2024 nog staan maar een algemene woonbestemming hebben gekregen.

### Het Blauwe Dorp
Het tegenwoordig oudste deel van de Oosterparkwijk is het buurtje het Blauwe Dorp. Dit in 1919 gebouwde tuindorp, dat eigenlijk bestemd was als een tijdelijke opvang voor de armen, bestaat uit een ring van zogenaamde randwoningen met binnenin een achttiental boerderijwoningen. De tegenhanger van het Blauwe Dorp, het Rode Dorp, werd eind jaren 1960 gesloopt.
Bewoners van dit oude stukje Groningen kwamen in opstand toen later ook het Blauwe Dorp dreigde te worden gesloopt. De gemeente Groningen gaf in 2007 gehoor aan de oproep de woningen te behouden door de woningen de status van gemeentelijk monument te verlenen en hiermee een renovatieopgave mee te geven.
In september 2009 werd gestart met de renovatie van het Blauwe Dorp. Corporatie Nijestee ontwikkelde samen met de gemeente Groningen en KUUB centrum particuliere bouw en in nauw overleg met de toenmalige en toekomstige bewoners een plan waarbij het grootste deel van de zogenaamde randwoningen werden verkocht. Deze werden samen met de huurwoningen en alle boerderijwoningen aan de buitenzijde volledig gerenoveerd. De huurwoningen werden ook aan de binnenzijde aangepakt.
Ook werd er aandacht besteed aan de aanpak van het groen in de vorm van erfafscheidingen. De laatste woningen werden in juli 2010 opgeleverd. Tevens stelde de gemeente Groningen een miljoen euro beschikbaar voor de aanpak van het openbare gebied.

### Treslinghuis
In het huidige midden van de Oosterparkwijk werd in 1913-1915 het Treslinghuis als een ‘verzorgingstehuis voor de a-socialen’ gebouwd. Dit was eerste gebouw van de wijk. Het ontwikkelde zich tot een multifunctioneel gebouw waarin meerdere, deels maatschappelijke, organisaties samenwerkten. Het was mogelijk om kantoorruimte, maar ook een grote zaal te huren en er was ook een Grand Café gevestigd. In 2018 werd begonnen met de sloop van het Treslinghuis. Op de plek van het Treslinghuis komen een nieuwe school en vijftig appartementen.

## Noordzijde
In het nieuwere deel van de wijk aan de noordzijde, dat na de Tweede Wereldoorlog werd gebouwd, staat de Wielewaalflat, een voormalig gemeentelijk monument dat in 2007 is voorgedragen als rijksmonument en die status inmiddels heeft verworven.

## Zuidzijde
De zuidelijke begrenzing van 'Plan Oost' wordt gevormd door het Damsterdiep. Aan de noordzijde van dit gedempte middeleeuwse kanaal staan vooral zogenaamde schippershuisjes van rond 1900 (naar het oosten) en grotere huizen uit de late negentiende en de twintigste eeuw (naar het westen). Parallel hieraan loopt de Slachthuisstraat, die herinnert aan het slachthuis dat hier van 1900 tot 1979 stond.

## Damsterbuurt
Het zuidelijkste gedeelte van de Oosterparkwijk ligt tussen het Damsterdiep zuidzijde en het Eemskanaal. De oostzijde (de kant van het centrum) van dit gebied heet de Damsterbuurt en wordt begrensd door het Damsterdiep (noord), de Damstersingel (oost), het Eemskanaal Noordzijde (zuid) en het Balkgat (west). In dit gebied staat onder meer het gebouw van het huisartsenlaboratorium en de regionale doktersdienst, een flatgebouw uit de jaren 1960 (Damstersingel), woonhuizen uit de late negentiende eeuw (Eemskanaal Noordzijde) en een nieuwbouwproject uit 1980, ontworpen door de architect Wim Quist en bestaande uit gemengde bebouwing van eengezinswoningen en portiekwoningen, allemaal in één stijl. Op het terrein van dit project bevond zich van oudsher de houtzagerij van Van Houten, waaraan de straatnamen Balkgat, Holtstek en Zagerij herinneren. Na de Tweede Wereldoorlog werd op het braakliggende terrein het puin gestort dat afkomstig was van de door gevechtshandelingen beschadigde gebouwen in de Groningse binnenstad. 
De westzijde van het gebied tussen Damsterdiep en Eemskanaal Noordzijde bestaat uit gemengde bebouwing met kantoren en lichte industrie. Sinds 2005 staat hier ook een aantal containerflats voor studenten.

## Rellen
Op 29 december 1997 werden verscheidene brandjes gesticht, alvast vanwege de aankomende jaarwisseling. De brandjes werden geblust maar brandweerlieden werden bekogeld door Oosterparkers.
Een dag later sprak SP-statenlid Sjon Lammerts in een interview met het Nieuwsblad van het Noorden de vrees uit dat de rellen zouden escaleren. De politie gaf aan dat dit hoort bij de Oosterparkwijk rond de jaarwisseling en trad niet op. Diezelfde dag werden de ramen van Lammerts' huis ingegooid en werden twee woningen geplunderd. De politie trad wederom niet op omdat ze de situatie te onveilig vond en de ME kwam te laat aan. De relschoppers ontkwamen hierdoor.
Een week later, op 7 januari 1998, nam politiekorpschef Jaap Veenstra ontslag. Na een rapport, Kamervragen en gesprekken tussen burgemeester Hans Ouwerkerk en ministers Hans Dijkstal (Binnenlandse zaken) en Winnie Sorgdrager (Justitie) diende GroenLinks in de gemeenteraad van Groningen op 22 januari een motie van wantrouwen in tegen Ouwerkerk. Op 28 januari vertrok ook hij vrijwillig, hoewel een krappe meerderheid van de raad hem steunde.